# Naučná stezka Frýdecký les
Naučná stezka Frýdecký les je značená  naučná stezka ve Frýdeckém lese ve Frýdku ve městě Frýdek-Místek v okrese Frýdek-Místek. Nachází se také v pohoří Podbeskydská pahorkatina v Moravskoslezském kraji.

## Popis a historie stezky
Naučná stezka Frýdecký les se věnuje přírodnímu, kulturnímu a hospodářskému významu lesa pro člověka, přírodu a životní prostředí. Zřizovatelem stezky, která má 10 zastavení s informačními panely a délku 3,5 km je město Frýdek-Místek. Stezka prochází kopcovitým lesním terénem příměstského Frýdeckého lesa, mezi Zátiším a restaurací U Mámy. Stezka vznikla v roce 2016 a je celoročně volně přístupná.

## Zastavení na trase stezky
Informační panely na naučné stezce:
- 1. Seznámení s rozlohou a stářím lesa, s výsadbou lesa a požadavky na chování návštěvníků lesa (tabule je umístěna na Zátiší). Je zde také přidána druhá tabule informující o době ledové a místních nalezených bludných balvanech - bludné balvany ve Frýdeckém lese.
- 2. Význam a funkce lesa, staré stromy
- 3. Historie pěstování lesů
- 4. Lesní živočichové - běžné a chráněné druhy
- 5. Význam hub v lese
- 6. Rostliny lesa
- 7. Les a voda, tekoucí voda
- 8. Prameniště, stojatá voda
- 9. Choroby a škůdci lesa, vliv člověka
- 10. O lesích (tabule je umístěna u restaurace U Mámy)

## Galerie

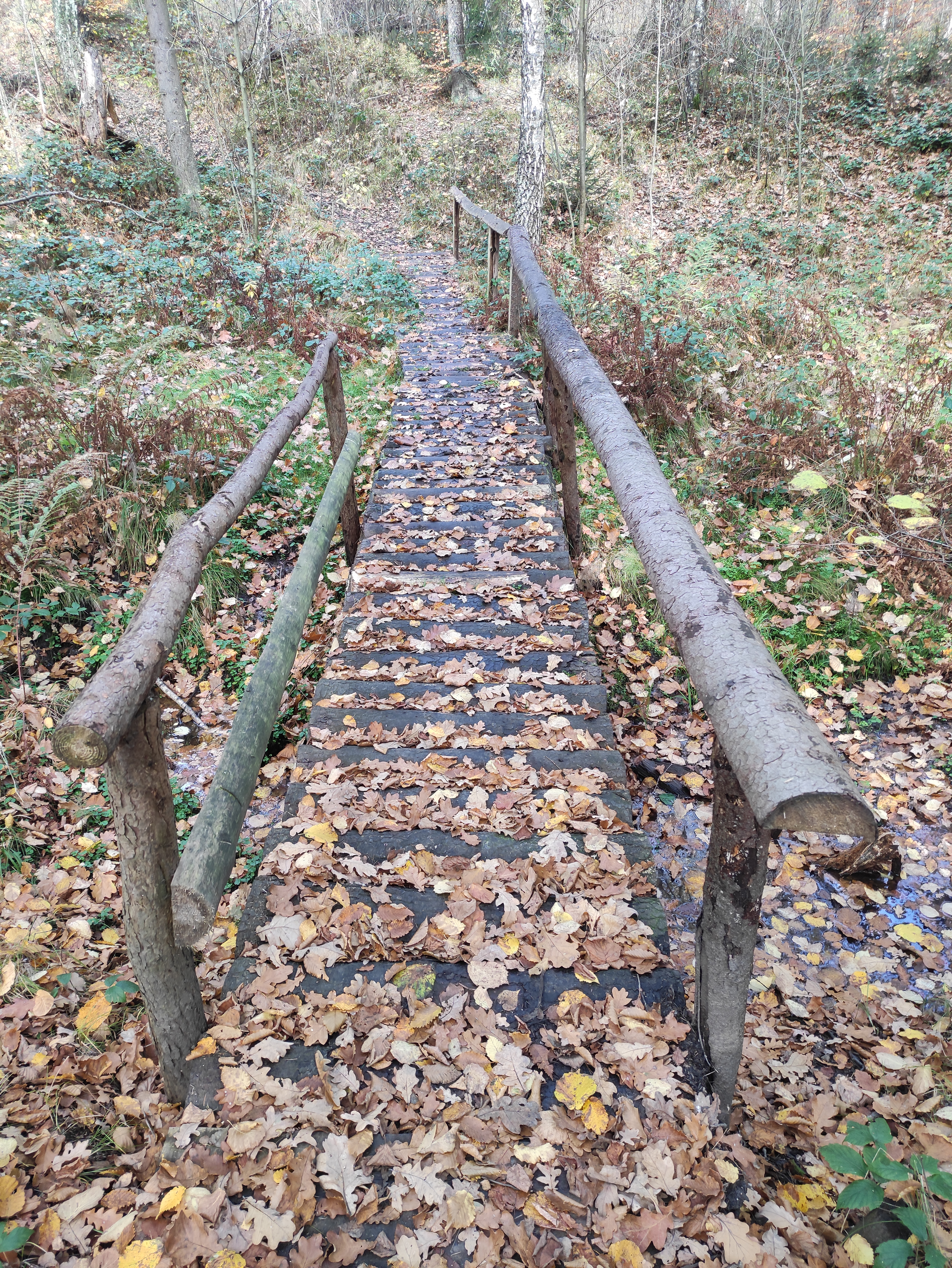
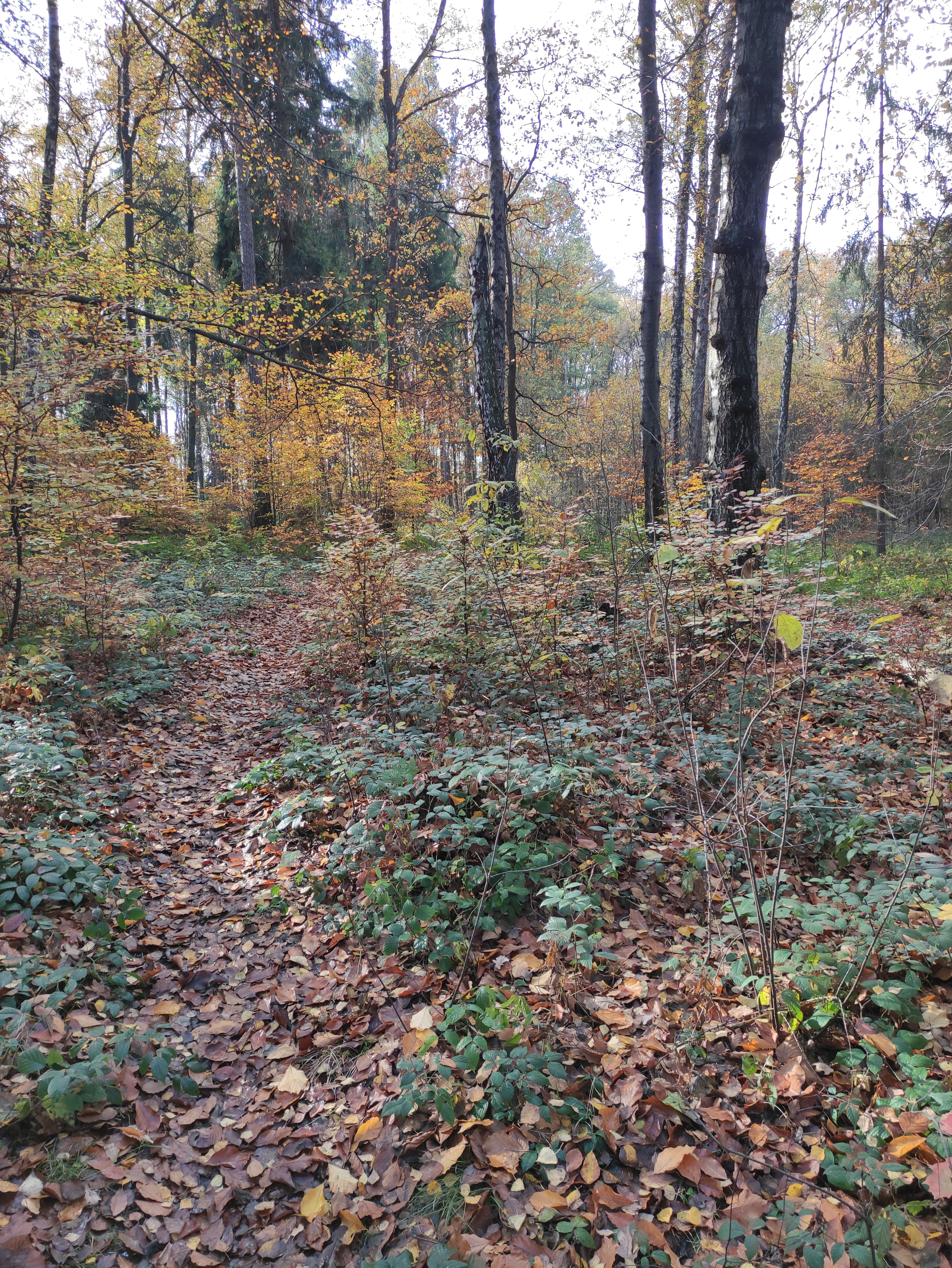
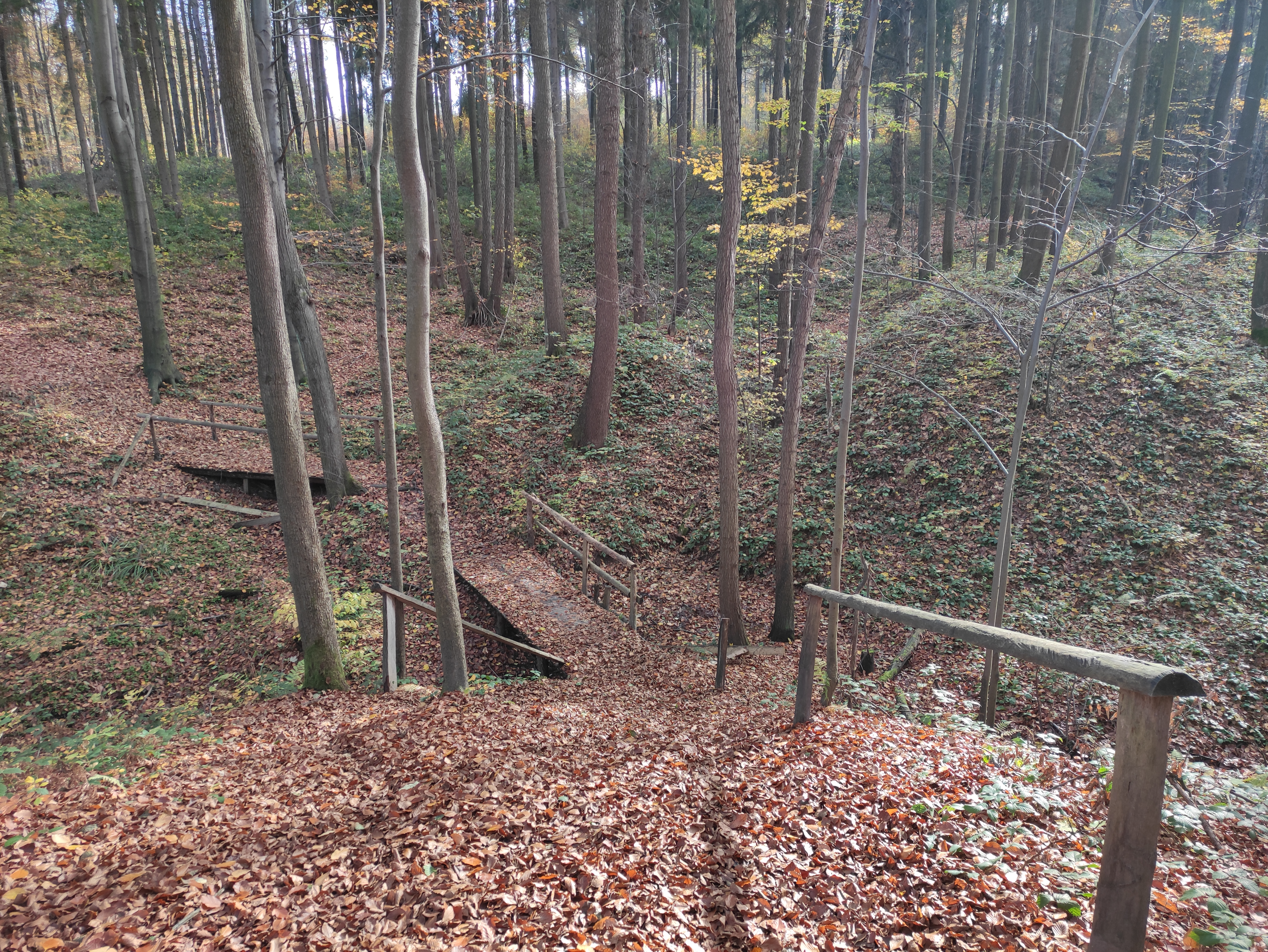
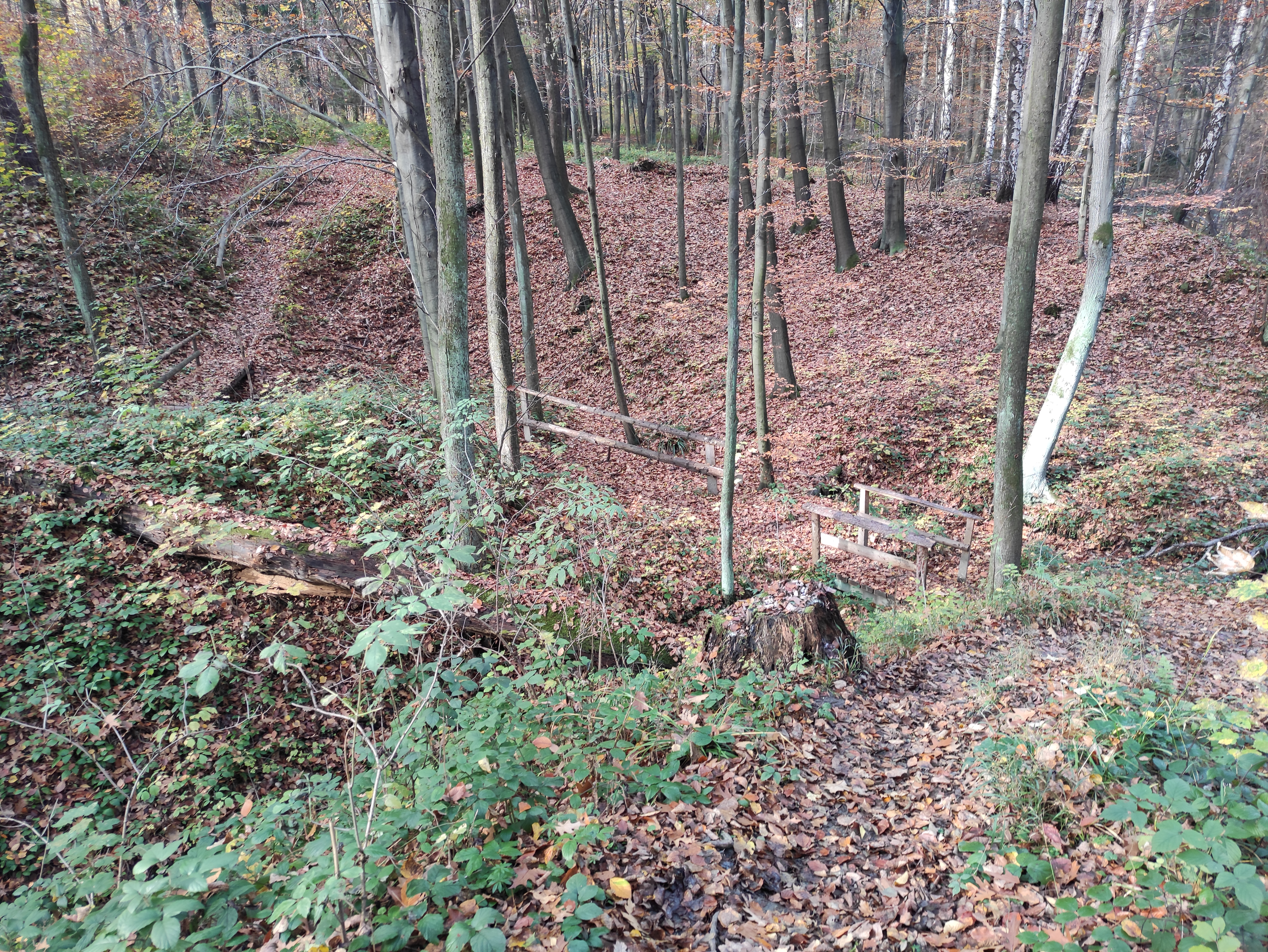
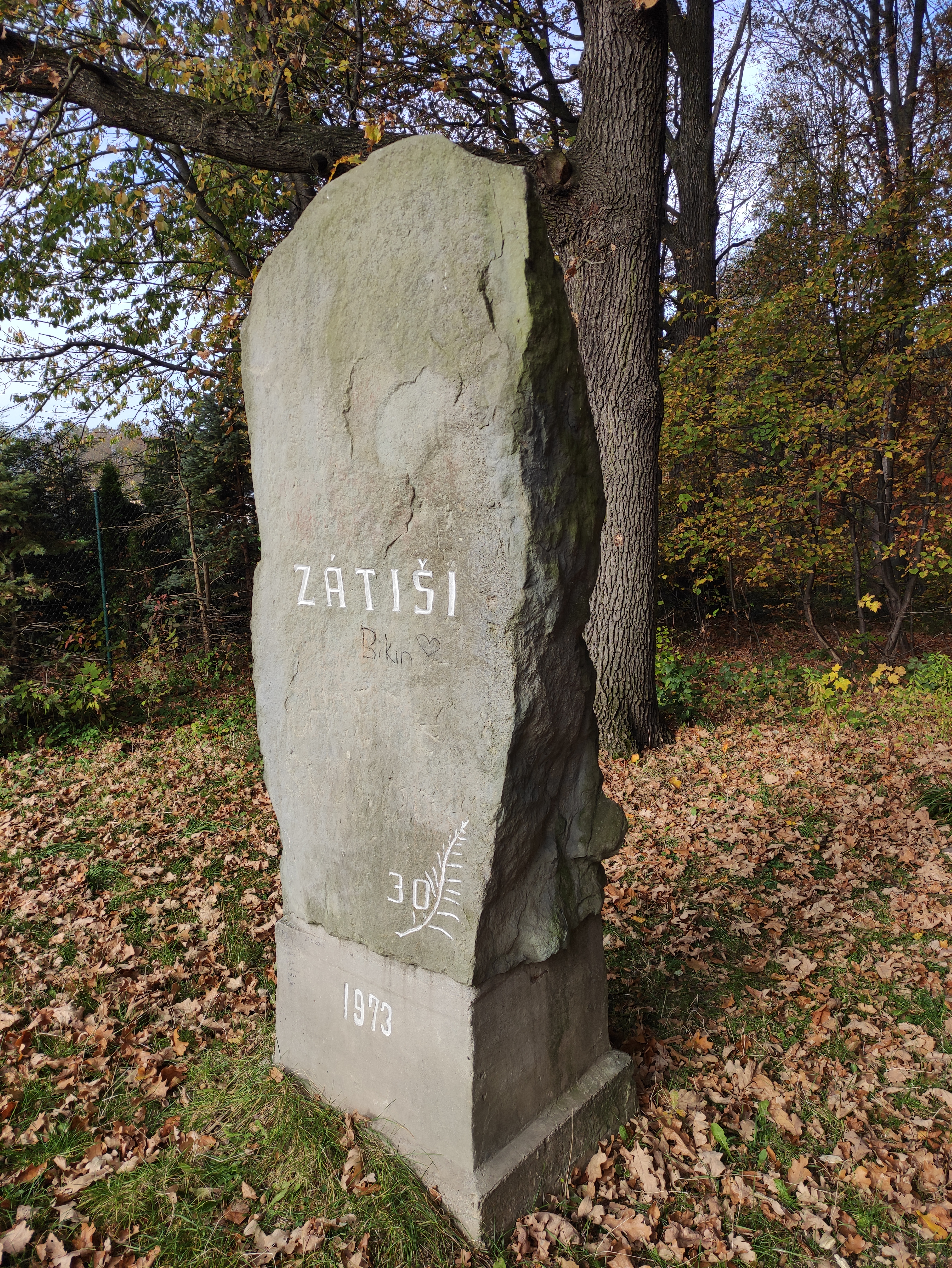
Kamenný obelisk v "Zátiší"
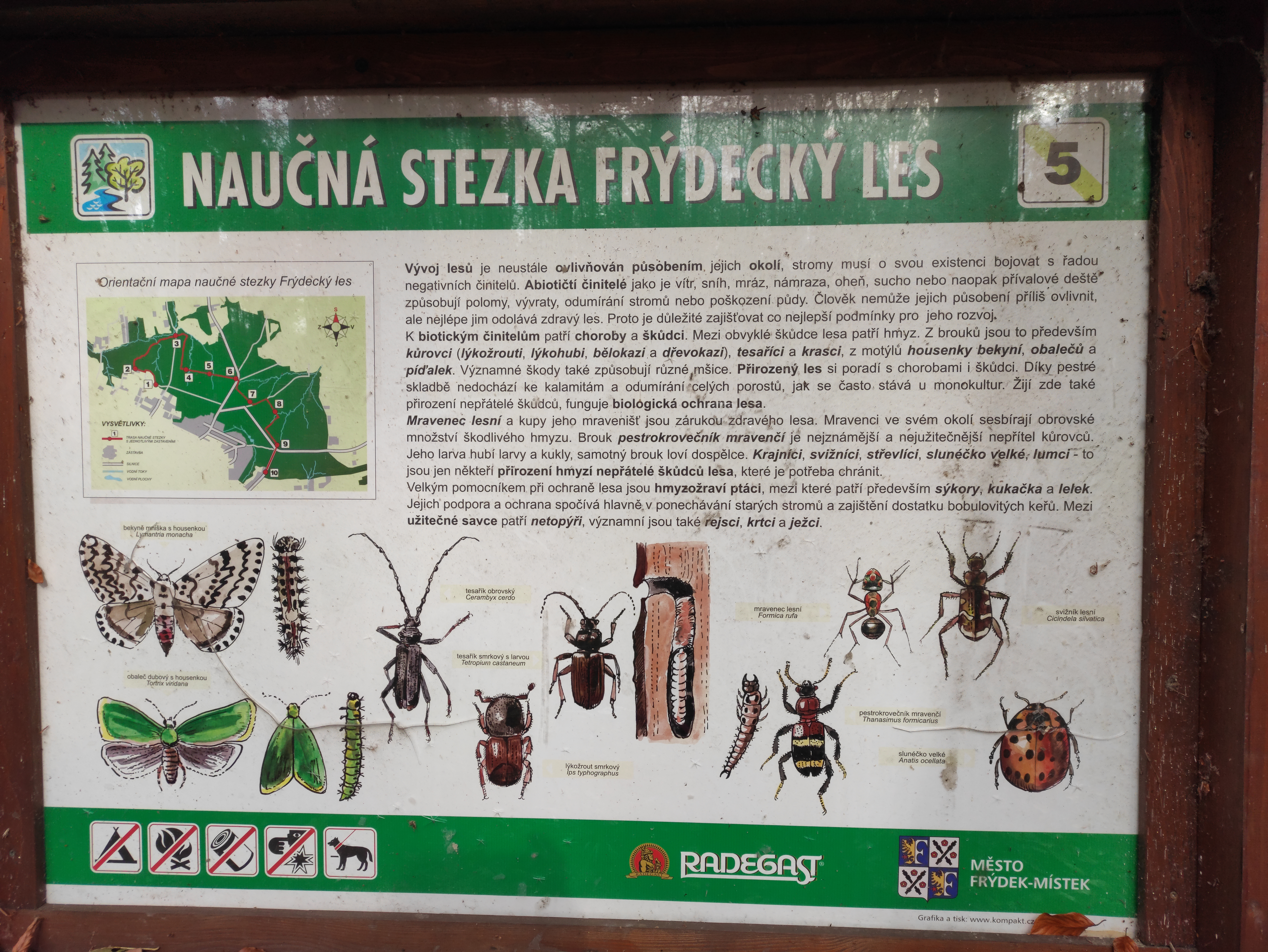
5. zastavení
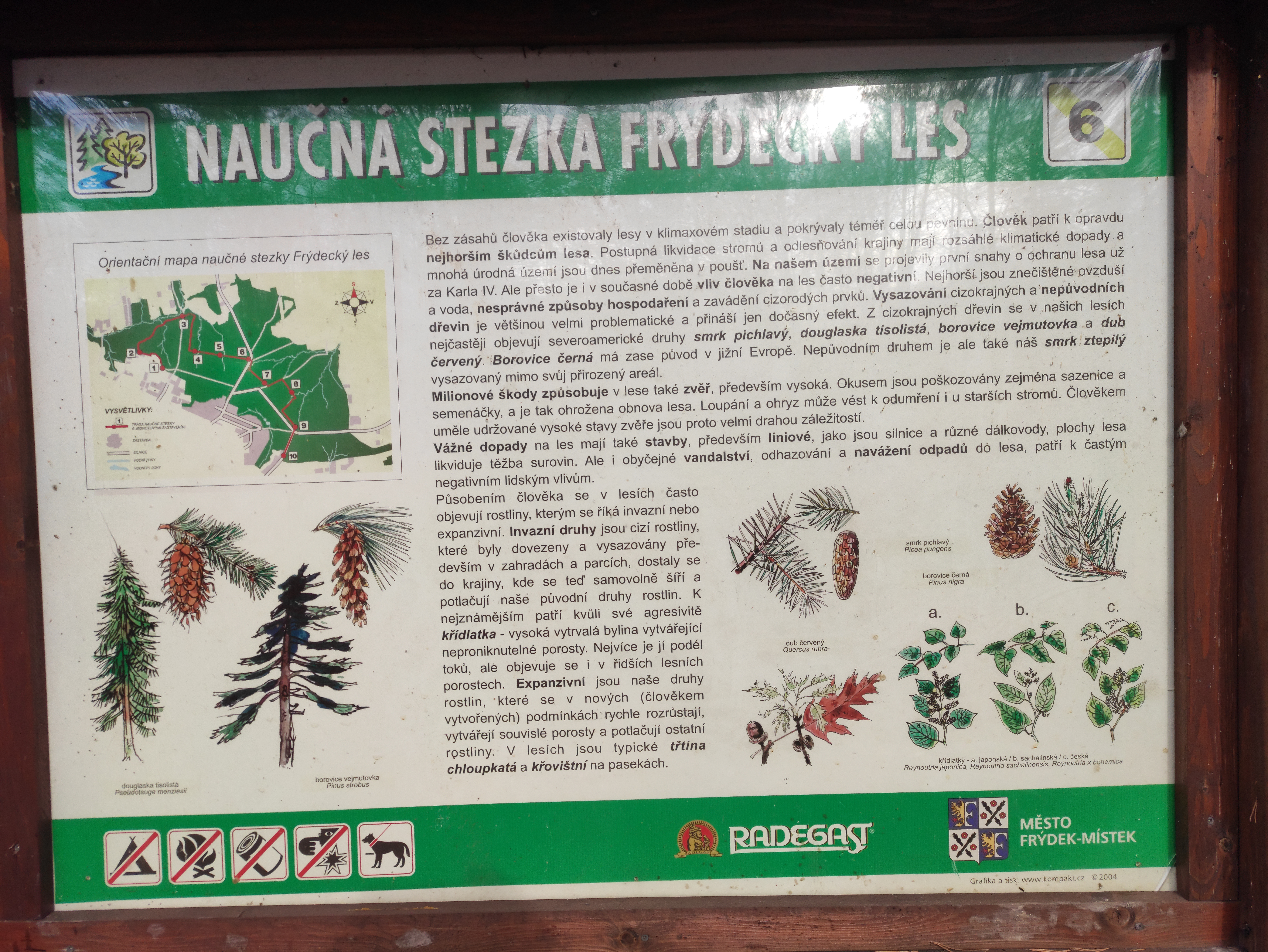
6. zastavení
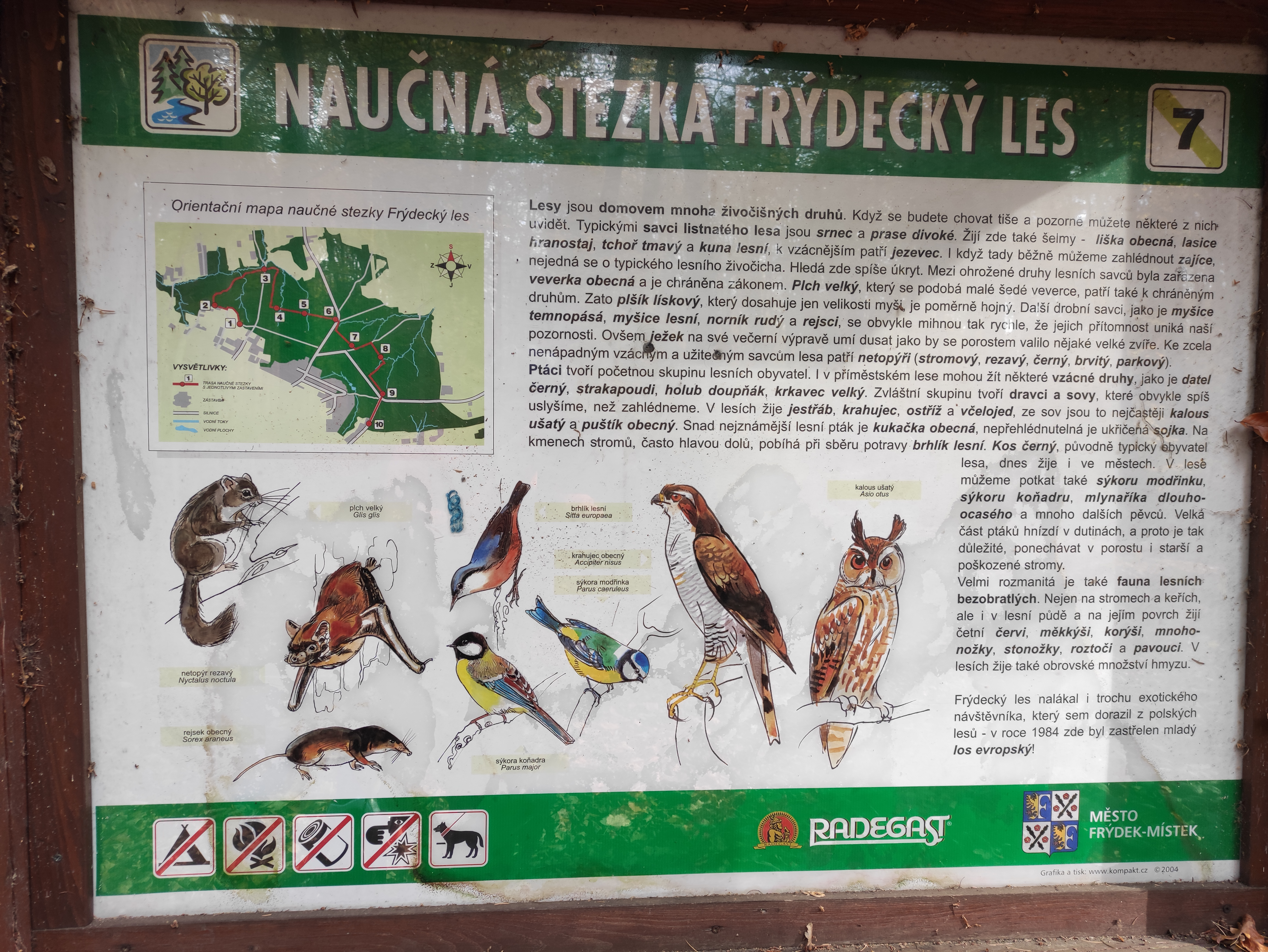
7. zastavení